# 28 de enero
El 28 de enero es el 28.º (vigesimoctavo) día del año en el calendario gregoriano. Quedan 337 días para finalizar el año y 338 en los años bisiestos.

## Acontecimientos
- 1077: en Canossa (Italia) el emperador Enrique IV —tras pasar tres días en la nieve como expiación— logra que el papa Gregorio VII levante su excomunión contra él (Humillación de Canossa).
- 1193: en París San Juan de Mata celebra su primera Misa y recibe la inspiración de fundar la Orden de la Santísima Trinidad.
- 1208: en Cuenca (España) fallece San Julián de Cuenca segundo obispo de la diócesis conquense.
- 1521: comienza la Dieta de Worms, hasta el 25 de mayo.
- 1547: en Inglaterra muere Enrique VIII. Su hijo Eduardo VI (de nueve años) lo sucede; será el primer rey protestante del país.
- 1573: en Varsovia (República de las Dos Naciones) se firman los artículos de la Confederación de Varsovia, sancionando la libertad religiosa en Polonia.
- 1596:  en el Océano, muere el Corsario, vicealmirante de la Marina Real Inglesa Francis Drake.
- 1624: en la isla de San Cristóbal, el explorador sir Thomas Warner funda la primera colonia británica en el mar Caribe.
- 1724: en San Petersburgo, Pedro el Grande funda la Academia de Ciencias de Rusia.
- 1754: en Inglaterra, el político y escritor Horace Walpole crea la palabra serendipia en una carta al escritor Horace Mann.
- 1782: en España se dicta la Real ordenanza de intendentes de ejército y provincia, que dividió el Virreinato del Río de la Plata en ocho intendencias.
- 1810: en España, los ejércitos napoleónicos siguen avanzando sobre el sur peninsular y en este día entran triunfantes en Granada.
- 1813: en Inglaterra se publica Orgullo y prejuicio.
- 1820: una expedición rusa, dirigida por Fabian Gottlieb von Bellingshausen y Mijail Petrovich Lazarev alcanza el continente antártico y se aproxima a sus costas, habiendo sido avistado anteriormente por Gabriel de Castilla (1603) y Dirck Gerrits Pomp(1599), concretamente las islas Shetland del Sur.
- 1821: Francisco Delgado, Gobernador de la provincia de Maracaibo, declaró su independencia, acto que se convierte en la primera decisión política tomada autónomamente por el pueblo del Zulia.
- 1823: en Chile, Bernardo O'Higgins abdica del cargo de director supremo.
- 1846: en India el ejército invasor británico (dirigido por sir Harry Smith) triunfa en la Batalla de Aliwal.
- 1855: en Panamá, la primera locomotora cruza desde el océano Atlántico hasta el océano Pacífico, en el Ferrocarril de Panamá.
- 1871: en el marco de la Guerra Franco-Prusiana, Francia capitula tras el Sitio de París, poniendo fin a la guerra.
- 1873: en México, el general Ramón Corona derrota en el rancho La Mojonera, Jalisco, a Manuel Lozada, "El Tigre de Álica", cuando este se disponía a invadir la ciudad de Guadalajara.
- 1878: en Estados Unidos, el Yale Daily News se convierte en el primer periódico universitario diario.
- 1887: en París se pone la primera piedra de la Torre Eiffel.
- 1887: en Fort Keogh (Montana), en una tormenta de nieve se forman los copos de nieve más grandes del mundo, de 40 × 20 cm.
- 1896: en East Peckham (condado de Kent, Inglaterra), Walter Arnold se convierte en la primera persona multada por exceso de velocidad (13 km/h). En esa época, el límite de velocidad era de 3,2 km/h (2 mph); el paso de peatón es de 4 km/h.

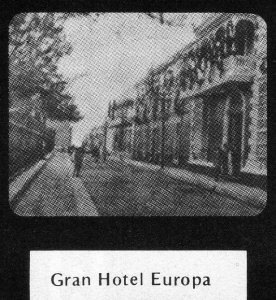
Cuadro de "Un célebre especialista sacando muelas en el gran Hotel Europa", estrenado el 28 de enero de 1897.

- 1897: Manuel Trujillo Durán inaugura el cine venezolano en Maracaibo, en el Teatro Baralt se estrena Un célebre especialista sacando muelas en el Gran Hotel Europa y Muchachas bañándose en el lago de Maracaibo.
- 1902: en Washington, D. C., Andrew Carnegie funda el Instituto Carnegie, con una donación inicial de 10 millones de dólares estadounidenses.
- 1908: en Portugal se inicia un movimiento revolucionario, que tres días después será controlado.
- 1909: en Cuba, los últimos soldados estadounidenses invasores abandonan la isla, después de estar allí desde la Guerra hispano-cubano-estadounidense de 1898; no obstante, retienen la base naval de Guantánamo, que se mantiene invadida.
- 1910: la ciudad de París (Francia) sufre una inundación.
- 1912: en Quito, una chusma organizada asesina al expresidente Eloy Alfaro y quema su cadáver, evento conocido como La Hoguera Bárbara.
- 1915: el Congreso de Estados Unidos crea el servicio de Guardia Costera de Estados Unidos.
- 1916: en Estados Unidos, Louis D. Brandeis se convierte en la primera persona judía nombrada miembro de la Corte Suprema.
- 1917: en San Francisco (California) comienzan a circular tranvías municipales.
- 1918: en el marco de la guerra civil finlandesa, los rebeldes Guardias Rojos ganan control sobre la capital, Helsinki, y los miembros del Senado se ocultan en subterráneos.
- 1918: se funda el Ejército rojo de la Unión Soviética de Trotski.
- 1920: en España se funda el Tercio de Extranjeros, conocido más tarde como la Legión.
- 1930: en España, el dictador Miguel Primo de Rivera presenta su renuncia al rey Alfonso XIII, terminando así la dictadura que había mantenido desde el 13 de septiembre de 1923.
- 1932: en China, el ejército japonés comienza la ocupación de la ciudad de Shanghái.
- 1935: Islandia es el primer país en legalizar el aborto.
- 1946: en Santiago de Chile, el Gobierno chileno perpetra la masacre de la Plaza Bulnes que dejó a varias personas heridas y seis personas muertas, entre ellas Ramona Parra.
- 1949: los miembros de la Comunidad Europea crean el Consejo de Europa.
- 1951: en el sitio de pruebas de Nevada ―en el marco de la operación Ranger―, Estados Unidos detona la bomba atómica Baker (de 8 kilotones), la novena de la Historia humana.
- 1955: en Puerto Rico se funda la Academia Puertorriqueña de la Lengua Española.
- 1958: en Dinamarca se crea el popular juego LEGO, de bloques de plástico interconectables.
- 1961: es erigida la diócesis de Autlán por el papa Juan XXIII; quien designa como primer obispo a Mons. Miguel González Ibarra.
- 1980: en México, Televisa reestrena el programa humorístico Chespirito, tras 7 años de su última emisión, con lo cual inicia su segunda etapa de emisión y sustituye las emisiones de las series independientes de El Chavo, El Chapulín Colorado y La Chicharra.
- 1985: en Estados Unidos el grupo de artistas USA for Africa graban la canción We Are The World, con fines benéficos.

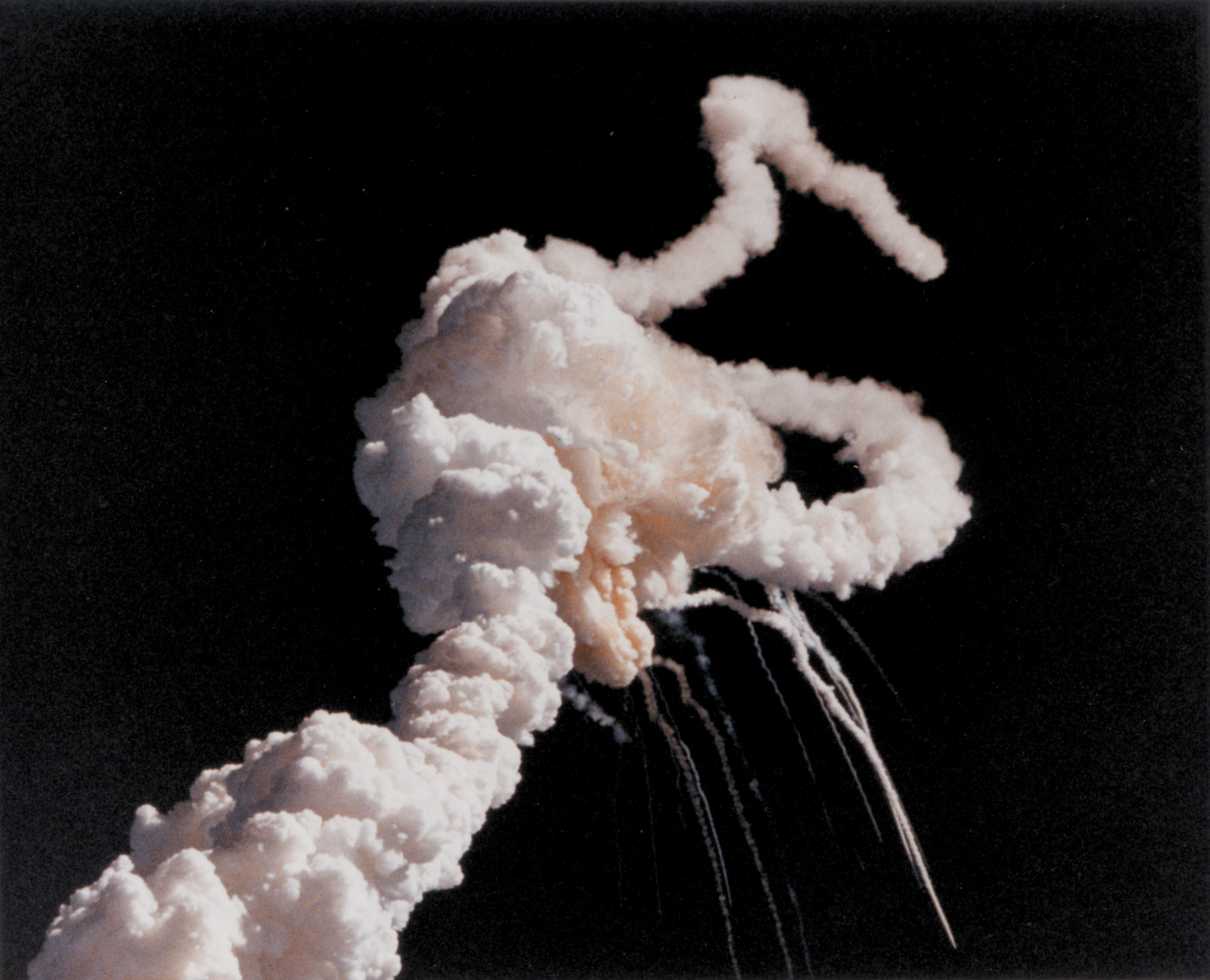
Desintegración del Challenger

- 1986: En cabo Cañaveral (estado de Florida), el transbordador espacial Challenger explota poco después de su despegue. Mueren sus siete astronautas.
- 1991: En Maracaibo, (Estado Zulia, Venezuela), se enarbola por primera vez la Bandera del Estado Zulia. Este símbolo que identifica al Estado Zulia fue creado por el diseñador, artista, pintor, escultor y dibujante de origen zuliano José Antonio Urdaneta Andrade, que lleva dos franjas horizontales de igual tamaño con los colores azul (arriba) y negro (abajo), además de la imagen de un sol radiante color amarillo en el centro y una diagonal quebrada en color blanco que representa el Relámpago del Catatumbo y que atraviesa la imagen del sol.
- 1998: Ford anuncia la compra de Volvo Car Corporation por 6450 millones de dólares.
- 1998: en Saint-Denis (Francia) se inaugura el Stade de France.
- 2000: finaliza el Fórum Internacional sobre el Holocausto de Estocolmo, organizado con el propósito de recordarlo y honrar a las víctimas.
- 2002: En la ciudad de Maracaibo, capital del Estado Zulia, Venezuela, se establece "El Día de la Zulianidad" por decreto N.º 272, incluido en "Gaceta Oficial"  Extraordinaria del 6 de febrero del 2002 por el entonces Gobernador del Estado Zulia, Manuel Rosales Guerrero para: "...resaltar las tradiciones, costumbres, valores, identidad e idiosincrasia que caracterizan a los pobladores de toda la región zuliana."
- 2007: el Sinn Féin reconoce la legitimidad de la policía y autoridades judiciales del Úlster, un nuevo paso para la paz en Irlanda del Norte.
- 2008: en Santa Fe de Bogotá (Colombia), una aeronave de la aerolínea colombiana Aires proveniente de Maracaibo se sale de la pista de aterrizaje y se detiene en un terreno ubicado en las afueras del Aeropuerto Internacional El Dorado.
- 2012: en el distrito de San Juan de Lurigancho, en Lima (Perú), un incendio en un centro de rehabilitación llamado Dios es Amor (el cual estaba sin licencia), deja 27 internos muertos y 12 heridos.
- 2013: en Santa María, Río Grande del Sur, Brasil, un incendio en la discoteca Kiss deja 231 muertos y 116 heridos.[1][2]

## Nacimientos
- 1225: Tomás de Aquino, escritor, filósofo y teólogo italiano (f. 1274).
- 1311: Juana II, reina navarra entre 1328 y 1349 (f. 1349).
- 1444: Francisco de Pazzi, principal causante de la conspiración de los Pazzi (f. 1478).
- 1457: Enrique VII, rey inglés (f. 1509).
- 1507: Ferrante I Gonzaga, condotiero italiano (f. 1557).
- 1540: Ludolph van Ceulen, matemático alemán (f. 1610).
- 1582: John Barclay, escritor escocés (f. 1621).
- 1600: Clemente IX, papa de la Iglesia católica entre 1667 y 1669 (f. 1669).
- 1608: Giovanni Alfonso Borelli, físico y matemático italiano (f. 1679).
- 1611: Johannes Hevelius, astrónomo polaco (f. 1687).
- 1622: Adrien Auzout, astrónomo francés (f. 1691).
- 1701: Charles Marie de La Condamine, matemático y geógrafo francés (f. 1774).
- 1706: John Baskerville, impresor y tipógrafo británico (f. 1775).
- 1712: Tokugawa Ieshige, shogun japonés (f. 1761).
- 1717: Mustafa III, sultán otomano entre 1757 y 1774 (f. 1774).
- 1722: Johann Ernst Bach, organista alemán (f. 1777).
- 1768: Federico VI, rey danés (f. 1839).
- 1784: George Hamilton-Gordon, 4.º conde de Aberdeen, primer ministro británico (f. 1860).
- 1791: Ferdinand Hérold, compositor francés (f. 1833).
- 1807: Robert McClure, explorador británico (f. 1873).
- 1814: Marie Cornélie Falcon, soprano francesa (f. 1897).
- 1820: Vilhelm Pedersen, marino e ilustrador danés (f. 1859).
- 1822: Alexander MacKenzie, primer ministro canadiense (f. 1892).
- 1833: Charles George Gordon, general británico (f. 1885).
- 1841: Henry Morton Stanley, explorador y periodista británico (f. 1904).
- 1848: Jules Aimé Battandier, botánico francés (f. 1922).
- 1853: José Martí, poeta, militar y héroe de la independencia cubano (f. 1895).
- 1865: Kaarlo Juho Ståhlberg, presidente finlandés (f. 1952).
- 1868: Julián Aguirre, compositor argentino (f. 1924).
- 1873: Colette, novelista francesa (f. 1954).
- 1874: Vsévolod Meyerhold, director teatral ruso (f. 1940).
- 1875: Julián Carrillo, compositor mexicano (f. 1965).
- 1881: Juan José de Amézaga, presidente uruguayo (f. 1956).
- 1882: Pascual Orozco, revolucionario mexicano (f. 1915).
- 1884: Auguste Piccard, inventor suizo (f. 1962).
- 1886: Hidetsugu Yagi, ingeniero eléctrico japonés (f. 1976).
- 1887: Manuel Aguirre Berlanga, abogado y político mexicano (1953).
- 1887: Arthur Rubinstein, pianista estadounidense de origen polaco (f. 1982).
- 1887: Francesco Merli, tenor italiano (f. 1976).
- 1888: Julián Alarcón, compositor y violinista paraguayo (f. 1957).
- 1889: Ramón Iglesias y Navarri, obispo español (f. 1972)
- 1894: Fidela Campiña Ontiveros, cantante de ópera española (f. 1983).
- 1900: Alice Neel, artista estadounidense (f. 1984).
- 1907: Ulyses Petit de Murat, poeta, periodista, dramaturgo y escritor argentino (f. 1983).
- 1909: John Thomson, futbolista escocés (f. 1931).
- 1912: Manuel González Hinojosa, político mexicano (f. 2006).
- 1912: Jackson Pollock, pintor estadounidense (f. 1956).
- 1913: Frances Yeend, soprano estadounidense (f. 2008).
- 1918: Susana March, escritora española (f. 1990).
- 1919: Vicente Asensi, futbolista español (f. 2000).
- 1919: Wilson Ferreira Aldunate, líder político uruguayo (f. 1988).
- 1922: Robert W. Holley, bioquímico estadounidense, premio nobel de medicina en 1968 (f. 1993).

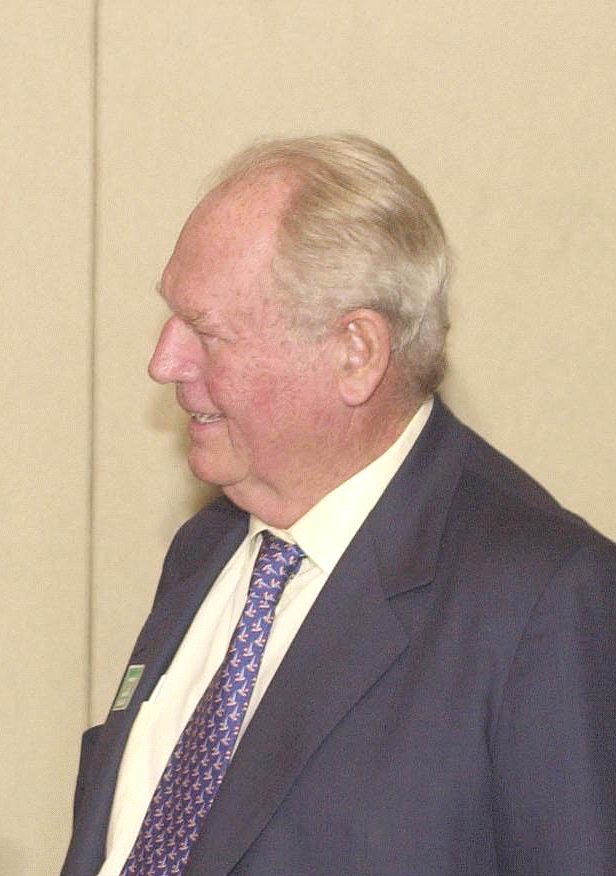
Erling Sven Lorentzen.

- 1923: Erling Sven Lorentzen, armador, naviero e industrial noruego-brasileño (f. 2021).
- 1924: Marcel Broodthaers, artista belga (f. 1976).
- 1926: Jimmy Bryan, piloto de automovilismo estadounidense (f. 1960).
- 1927: Hiroshi Teshigahara, cineasta japonés (f. 2001).
- 1927: Per Oscarsson, actor sueco (f. 2010).
- 1929: Claes Oldenburg, escultor estadounidense (f. 2022).
- 1930: Luis de Pablo, compositor español (f. 2021).
- 1930: Kurt Biedenkopf, político alemán (f. 2021).
- 1931: Lucía Bosé, actriz italiana (f. 2020).
- 1931: Roxana Darín, actriz argentina (f. 2018).
- 1931: Ezio Flagello, bajo estadounidense (f. 2009).
- 1933: Patricio Rojas, médico y político chileno (f. 2021).
- 1935: David Lodge, novelista y crítico literario británico (f. 2025).
- 1935: Nicholas Pryor, actor estadounidense (f. 2024).
- 1936: Alan Alda, actor y cineasta estadounidense.
- 1936: Ismail Kadare, escritor albanés (f. 2024).
- 1937: Ken Hill, compositor británico (f. 1995).
- 1938: Tomas Lindahl, biólogo y genetista sueco.
- 1940: Carlos Slim, empresario mexicano.
- 1941: King Tubby, ingeniero electrónico y de sonido jamaicano (f. 1989).
- 1943: Dick Taylor, músico británico, de la banda The Rolling Stones.
- 1944: John Tavener, compositor británico (f. 2013).
- 1945: Alessandro Bianchi, político italiano.
- 1945: Robert Wyatt, músico británico.
- 1946: Carlos Cano, cantautor español (f. 2000).
- 1946: Juan Verduzco, actor y comediante mexicano.
- 1947: Txetxu Rojo, futbolista y entrenador español (f. 2022).
- 1948: Julio Eduardo Monteverde Lagarde, médico patólogo, escritor, periodista, documentalista, divulgador científico, difusor cultural, historiador y filósofo mexicano (f. 2025).[3][4][5]
- 1948: Charles Taylor, político y presidente liberiano.
- 1949: Gregg Popovich, entrenador estadounidense de baloncesto.
- 1950: Hamad ibn Isa Al Khalifah, rey bahreiní.
- 1950: Alejandro Aguinaga, político peruano.
- 1950: Blanca Curi, astróloga argentina (f. 2010).
- 1951: Leonid Kadeniuk, cosmonauta ucraniano (f. 2018).
- 1952: Cándido Méndez, sindicalista español.
- 1954: Rick Warren, pastor y escritor estadounidense.
- 1954: Jaime Garza, actor y escritor mexicano (f. 2021).
- 1955: Nicolas Sarkozy, político francés, presidente de Francia entre 2007 y 2012.
- 1956: Richard Danielpour, compositor estadounidense.
- 1956: Peter Schilling, músico alemán.
- 1957: Germán Castelblanco, actor colombiano (f. 2000).
- 1958: Guillermo Fernández, cantante y músico argentino.
- 1959: Frank Darabont, cineasta estadounidense.
- 1960: Pato Banton, cantante británico.
- 1960: Mauricio Dayub, actor argentino.
- 1961: Arnaldur Indridason, escritor islandés.
- 1963: Dan Spitz, guitarrista estadounidense, de la banda Anthrax.
- 1966: Rafael Furchi, árbitro de fútbol argentino.
- 1968: DJ Muggs, músico estadounidense, de la banda Cypress Hill.
- 1968: Sarah McLachlan, cantante y compositora canadiense.
- 1968: Rakim, rapero estadounidense.
- 1968: Viviana Saccone, actriz argentina.
- 1969: Kathryn Morris, actriz estadounidense.
- 1969: Fernando Cornejo, futbolista chileno (f. 2009).
- 1969: Mo Rocca, humorista y periodista estadounidense.
- 1970: Ricardo Rúa, músico argentino (f. 2016).
- 1971: Anthony Hamilton, cantautor estadounidense.
- 1972: Amy Coney Barrett, abogada, jurista y académica estadounidense.
- 1973: Virgilio Ferreira Romero, futbolista paraguayo.
- 1974: Tony Delk, baloncestista estadounidense.
- 1974: Óscar Henríquez, beisbolista venezolano.
- 1974: Magglio Ordóñez, beisbolista venezolano.
- 1975: Hiroshi Kamiya, actor japonés.
- 1975: Julian Dean, ciclista neozelandés.
- 1975: Pablo Zalba, político español.
- 1975: Juan Bosco Rentero, balonmanista español.
- 1975: Juan Carlos Franco, futbolista mexicano.
- 1975: Claudia Barth, remera alemana.
- 1976: Pedro Piquero, pianista, maestro budista zen y activista por los derechos de los animales español.
- 1976: Mark Madsen, baloncestista estadounidense.
- 1976: Lee Ingleby, actor británico.
- 1977: Daunte Culpepper, jugador estadounidense de fútbol americano.
- 1977: Joey Fatone, actor y cantante estadounidense de la banda 'N Sync.
- 1977: Andrés Neuman, escritor hispano-argentino.
- 1978: Gianluigi Buffon, futbolista italiano.
- 1978: Jamie Carragher, futbolista británico.
- 1978: Sheamus, luchador profesional irlandés.
- 1978: Jasmin Handanović, futbolista esloveno.
- 1978: Papa Bouba Diop, Futbolista Senegalés (f. 2020).
- 1979: Ali Boulala, skater sueco.
- 1979: Eduardo Navarro Soriano, futbolista español (f. 2022).
- 1979: Máximo Lucas, futbolista uruguayo.
- 1980: Nick Carter, cantante estadounidense, de la banda Backstreet Boys.
- 1980: Yasuhito Endō, futbolista y entrenador japonés.
- 1980: Jesse James Hollywood, narcotraficante estadounidense.
- 1981: Elijah Wood, actor estadounidense.
- 1981: Marko Babić, futbolista croata.
- 1981: Jorge A. Jiménez, actor mexicano.
- 1982: Martín Cárdenas Ochoa, piloto de motociclismo colombiano.
- 1982: Camila Sosa Villada, actriz francesa.
- 1982: Sébastien Puygrenier, futbolista francés.
- 1983: Gianvito Plasmati, futbolista italiano.
- 1983: Milan Majstorović, baloncestista serbio.
- 1984: Andre Iguodala, baloncestista estadounidense.
- 1984: Jordan Harvey, futbolista estadounidense.
- 1984: Issam Jemâa, futbolista tunecino.
- 1984: Óscar Enrique Sánchez Guerrero, político colombiano, Gobernador de Amazonas desde 2024.
- 1985: Arnold Mvuemba, futbolista francés.
- 1985: Libby Trickett, nadadora australiana.
- 1985: Keiji Watanabe, futbolista japonés.
- 1985: J. Cole, rapero estadounidense.
- 1985: Hugo Souza, futbolista uruguayo.
- 1985: Álvaro Navarro, futbolista uruguayo.
- 1986: Jessica Ennis-Hill, atleta británica.
- 1986: Fabio Pisacane, futbolista italiano.
- 1986: Antonis Petropoulos, futbolista griego.
- 1986: Miguel Torres Gómez, futbolista español.
- 1986: Miguel Uribe Turbay, político colombiano (f. 2025).
- 1987: Mijaíl Kerzhakov, futbolista ruso.
- 1988: Shogo Sakai, futbolista japonés.
- 1989: Shinta Fukushima, futbolista japonés.
- 1989: Szabolcs Szöllősi, balonmanista húngaro.
- 1990: Maksym Drachenko, futbolista ucraniano.
- 1990: Karl-Johan Johnsson, futbolista sueco.
- 1990: Óscar Arroyo, futbolista salvadoreño.
- 1991: Calum Worthy, actor canadiense.
- 1991: Wan Zack Haikal, futbolista malasio.
- 1991: Wellington Aparecido Martins, futbolista brasileño.
- 1991: Ryota Nakamura, futbolista japonés.
- 1992: William Henrique, futbolista brasileño.
- 1992: Oussama Haddadi, futbolista tunecino.
- 1993: Richmond Boakye, futbolista ghanés.
- 1993: John Anthony Brooks, futbolista estadounidense.
- 1993: Brandon Mechele, futbolista belga.
- 1993: Will Poulter, actor británico.
- 1994: Maluma, cantante colombiano.
- 1994: Santiago Charamoni, futbolista uruguayo.
- 1994: Ema Horvath, actriz estadounidense.
- 1994: Pol Roigé, futbolista español.
- 1995: Diego Coelho, futbolista uruguayo.
- 1995: Merle Frohms, futbolista alemana.
- 1995: Diego González Polanco, futbolista español.
- 1995: Jhamal Rodríguez, futbolista panameño.
- 1996: Andrea Rán Snæfeld Hauksdóttir, futbolista islandesa.
- 1996: Robert Kiptoo Biwott, atleta keniano.
- 1996: Nilson Castrillón, futbolista colombiano.
- 1996: Cristhian Sención, futbolista uruguayo.
- 1996: Paweł Stolarski, futbolista polaco.
- 1996: Marc Muskatewitz, jugador de curling alemán.
- 1997: Dries Wouters, futbolista belga.
- 1997: Aymen Dahmen, futbolista tunecino.
- 1997: Eduard Löwen, futbolista alemán.
- 1997: Kerry Blackshear, baloncestista estadounidense.
- 1997: Brodric Thomas, baloncestista estadounidense.
- 1997: Joaquín Torres, futbolista argentino.
- 1997: Claudinho, futbolista brasileño.
- 1997: Amaury Golitin, atleta francés.
- 1997: Norbert Kobielski, atleta polaco.
- 1997: Manuel Eitel, atleta alemán.
- 1997: Diego Bará, poeta español.
- 1997: Nutsa Buzaladze, cantante georgiana.
- 1997: Mons Røisland, snowboarder noruego.
- 1997: Ke'Bryan Hayes, beisbolista estadounidense.
- 1998: Ariel Winter, actriz y cantante estadounidense.
- 1998: Renato Solís, futbolista peruano.
- 1998: Adrià Guerrero Aguilar, futbolista español.
- 1998: Dani de Wit, futbolista neerlandés.
- 1998: Jorge Daniel Álvarez, futbolista hondureño.
- 1998: Patricio Boolsen, futbolista argentino.
- 1998: Javier Acevedo, nadador canadiense.
- 1999: Reina Kondō, seiyū japonesa.
- 1999: Sittichok Paso, futbolista tailandés.
- 1999: Hiroki Abe, futbolista japonés.
- 1999: Marijke Groenewoud, patinadora de velocidad sobre hielo neerlandesa.
- 1999: Nurdaulet Zhumagali, nadador kazajo.
- 1999: Yevgueni Somov, nadador ruso.
- 1999: Nikita Tretiakov, nadador ruso.
- 1999: Hrvy, cantante británico.
- 1999: Abubakr Abakarov, luchador azerí.
- 1999: Vladislav Pozdniakov, esgrimidor ruso.
- 1999: Nemanja Mićević, futbolista serbio.
- 1999: Dimitar Mitrovski, futbolista macedonio.
- 1999: Lucas Williamson, baloncestista estadounidense.
- 2000: Aaron Connolly, futbolista irlandés.
- 2000: Abel Ruiz, futbolista español.
- 2000: Christian Früchtl, futbolista alemán.
- 2000: Dušan Vlahović, futbolista serbio.
- 2000: Yu Hanaguruma, nadador japonés.
- 2000: Nicolás Gutiérrez Contreras, futbolista chileno.
- 2000: Vicente Bellmunt, futbolista español.
- 2000: Alexis Holmes, atleta estadounidense.
- 2001: Joaquín Blázquez, futbolista argentino.
- 2001: Maike Villero, futbolista venezolano.
- 2003: Samuel Edozie, futbolista británico.
- 2004: António Morgado, ciclista portugués.
- 2004: Miguel Falé, futbolista portugués.
- 2004: Jean Pedroso, futbolista brasileño.
- 2004: Ernest Poku, futbolista neerlandés.
- 2005: Catalina Figueroa, futbolista chilena.
- 2005: Xavi Grande, futbolista español.

## Fallecimientos
- 814: Carlomagno, rey francés desde 768 y luego emperador desde 800 hasta su muerte (n. 742).
- 1271: Isabel de Aragón, reina francesa desde 1270 (n. 1247).
- 1547: Enrique VIII, rey inglés entre 1509 y 1547 (n. 1491).
- 1578: Francisco Hernández de Toledo, médico y botánico español (n. 1517).
- 1596: Francis Drake, marino y explorador inglés (n. 1543).
- 1621: Paulo V, papa entre 1605 y 1621 (n. 1550).
- 1672: Pierre Séguier, canciller francés (n. 1588).
- 1687: Johannes Hevelius, astrónomo polaco (n. 1611).
- 1688: Ferdinand Verbiest, astrónomo, matemático y jesuita flamenco (n. 1623).
- 1754: Ludvig Holberg, historiador y escritor noruego (n. 1684).
- 1761: Francesco Feo, compositor italiano (n. 1691).
- 1776: Julián de Arriaga y Ribera, marino, militar y hombre de estado español (n. 1700).
- 1825: Bernardo de Monteagudo, abogado y periodista argentino (n. 1789).
- 1838: Sophie von Dönhoff, dama de compañía alemana (n. 1768).
- 1853: José Eusebio Caro, fue un poeta y escritor. (n. 1817).
- 1859: Frederick John Robinson, primer ministro británico (n. 1782).
- 1864: Émile Clapeyron, ingeniero y físico francés (n. 1799).
- 1865: Felice Romani, poeta y libretista italiano (n. 1788).
- 1873: Henry Hugh Pierson, compositor británico (n. 1815).
- 1876: Francisco Deák, político húngaro (n. 1803).
- 1891: Felipe Poey, naturalista cubano (n. 1799).
- 1896: Joseph Barnby, compositor británico (n. 1838).
- 1903: Augusta Holmès, pianista y compositora francesa (n. 1847).
- 1903: Robert Planquette, compositor francés (n.1848).
- 1912: Eloy Alfaro, presidente ecuatoriano (n. 1842).
- 1912: Gustave de Molinari, economista belga (n. 1819).
- 1913: Segismundo Moret, político español (n. 1833).
- 1914: Aldegunda de Baviera, aristócrata italiana (n. 1823).
- 1924: Teófilo Braga, escritor y político portugués, presidente entre 1910 y 1911 (n. 1843).
- 1927: M. Maryan, escritora francesa (n. 1847).
- 1928: Vicente Blasco Ibáñez, escritor español (n. 1867).
- 1930: Emmy Destinn, soprano checa (n. 1878).
- 1930: Manuel Antonio Pérez Sánchez, poeta gallego (n. 1900).
- 1935: Mijaíl Ipolítov-Ivánov, compositor ruso (n. 1859).
- 1938: Bernd Rosemeyer, piloto de automovilismo alemán (n. 1909).
- 1939: William Butler Yeats, poeta irlandés, premio nobel de literatura en 1923 (n. 1865).
- 1942: Pablo Luna, compositor español (n. 1879).
- 1946: Ramona Parra, activista política chilena (n. 1926).
- 1947: Reynaldo Hahn, compositor francés (n. 1875).
- 1951: Carl Gustaf Mannerheim, militar y político finlandés, presidente entre 1944 y 1946 (n. 1867).
- 1955: Enrique Hermitte, ingeniero argentino (n. 1871).
- 1960: Zora Neale Hurston, escritora estadounidense (n. 1891).
- 1963: John Farrow, director, guionista y productor australiano (n. 1904).
- 1963: Gustave Garrigou, ciclista francés (n. 1884).
- 1965: Maxime Weygand, militar francés (n. 1867).
- 1971: Donald Winnicott, psicoanalista británico (n. 1896).
- 1971: Cesáreo L. Berisso, aviador uruguayo (n. 1887).
- 1972: José Riquelme y López-Bago, militar español (f. 1880).
- 1972: Dino Buzzati, escritor italiano (n. 1906).
- 1974: José García-Siñeriz, político español (n. 1886).
- 1976: Lamberto Quintero, narcotraficante mexicano (n. desconocido).
- 1976: Marcel Broodthaers, artista belga (n. 1924).
- 1977: Benito Quinquela Martín, pintor argentino (n. 1890).
- 1978: Julio Pereira Larraín, abogado, empresario y político chileno (n. 1907).
- 1983: Billy Fury, cantante británico (n. 1940).
- 1983: Edward Lawry Norton, ingeniero y científico estadounidense (n. 1898).
- 1986: Gregory Jarvis, astronauta estadounidense (n. 1944).
- 1986: Christa McAuliffe, astronauta estadounidense (n. 1948).
- 1986: Ronald McNair, astronauta estadounidense (n. 1950).
- 1986: Ellison Onizuka, astronauta estadounidense (n. 1946).
- 1986: Judith Resnik, astronauta estadounidense (n. 1949).
- 1986: Francis Scobee, astronauta estadounidense (n. 1939).
- 1986: Michael Smith, astronauta estadounidense (n. 1945).
- 1988: Klaus Fuchs, físico alemán (n. 1911).
- 1988: Curro Girón, torero venezolano (n. 1938).
- 1995: Aldo Gordini, piloto de carreras francés (n. 1921).
- 1995: Ferruccio Tagliavini, tenor italiano (n. 1913)
- 1996: Joseph Brodsky, poeta ruso, premio nobel de literatura (n. 1940).
- 1996: Burne Hogarth, historietista estadounidense (n. 1911).
- 1996: Jesús Nieto, actor de doblaje español (n. 1927).
- 1996: Jerry Siegel, historietista estadounidense (n. 1914).
- 1997: Carlos Encinas González, pintor español (n. 1907).
- 2002: Gustaaf Deloor, ciclista belga (n. 1913).
- 2002: Astrid Lindgren, escritora sueca (n. 1907).
- 2003: Miloš Milutinović, futbolista y entrenador serbio (n. 1933).
- 2004: Don Cholito, locutor puertorriqueño (n. 1923).
- 2004: Joe Viterelli, actor estadounidense (n. 1937).
- 2005: Lucien Carr, musa de la Generación Beat (n. 1925)
- 2005: Karen Lancaume, actriz francesa; por suicidio (n. 1973).
- 2005: Jacques Villeret, actor francés (n. 1951).
- 2007: Carlo Clerici, ciclista suizo (n. 1929).
- 2007: Yelena Románova, atleta rusa (n. 1963).
- 2007: Karel Svoboda, compositor checo (n. 1938).
- 2009: Billy Powell, músico estadounidense (n. 1952).
- 2011: Margaret Price, soprano galesa (n. 1941).
- 2012: José María Moro, escultor español (n. 1933).
- 2013: Julio Aróstegui, historiador español y Light Yagami (n. 1939).
- 2014: Gudō Wafu Nishijima, monje budista y maestro zen japonés (n. 1919).
- 2021: Paul J. Crutzen, científico neerlandés, premio nobel de química en 1995 (n. 1933).
- 2021: César Isella, cantante argentino y autor de música folklórica (n. 1938).
- 2021: Cicely Tyson, actriz estadounidense de teatro, cine y televisión (n. 1924).
- 2023: Lisa Loring, actriz estadounidense (n. 1958).
- 2023: Adolfo Pacheco, músico, compositor y cantante colombiano (n. 1940).
- 2023: Tom Verlaine, guitarrista, cantante y compositor estadounidense (n. 1949).
- 2024: Víctor Luna Gómez, futbolista y entrenador colombiano (n. 1959).
- 2024: Luis Tejada, futbolista panameño (n.1982).

## Celebraciones
- Día de la Privacidad de los Datos.[6]
Celebración para concienciar y promover las mejores prácticas de privacidad y protección de la información.

- Día Mundial del Compromiso con la Comunidad.
Es una fecha para reconocer los valores de las comunidades y promover la interacción entre las personas, las organizaciones y las empresas.

- Día Internacional del Lego.[7]
Celebración dedicada al famoso juego de bloques de construcción que cuenta con miles de seguidores, tanto niños como adultos. Este día conmemora la presentación de la patente por parte de Ole Kirk Christiansen, el creador de Lego.[8]

Ecológicas
- Día Mundial de la Acción frente al Calentamiento Terrestre.[9]
También conocido como Día Mundial por la Reducción de las Emisiones de CO2 o Día Mundial por la Reducción de las Emisiones de Efecto Invernadero.[10]
Fue designado por la ONU con el objetivo de crear conciencia y sensibilizar a los habitantes del planeta sobre el cambio climático y los impactos ambientales que este ocasiona.
También existe el Día Internacional contra el Cambio Climático, que se celebra el 24 de octubre.

- Día del Gato Montés Sudamericano.
El gato montés sudamericano, gato de Geoffroy u ocelote de Geoffroy (Leopardus geoffroyi) es una especie de mamífero carnívoro de la familia Felidae. Es probablemente el felino salvaje más común de América del Sur.[11]Se encuentra en el sudeste de Bolivia, el oeste y sur del Paraguay, el extremo sur de Brasil, todo el Uruguay y casi todo el territorio continental de la Argentina.

 Por países
(Por orden alfabético)
- Argentina: 
  - Día del Ferroaficionado.[12]
Un 28 de enero de 1857 (hace 168 años), la locomotora La Porteña salió del taller por sus propios medios (en su primera prueba) y fue vista por el público común, los que no sólo se detuvieron a mirar el novedoso artefacto, sino que el hecho (tanto la locomotora como los transeúntes que la miraban) fue registrado en el periódico del día siguiente. Esos transeúntes, al detenerse para la contemplación del tren, dieron pie para festejar ese día como ferroaficionados, personas que se siguen deteniendo al paso del tren para su contemplación.

- Armenia: 
  - Día del Ejército.[13]

- Cuba: 
  - Aniversario del Natalicio de José Martí (hace 172 años), considerado «El apóstol de la Independencia de Cuba».

- España: 
  - Día del Bibliobús. Biblioteca pública móvil instalada en un autobús. Desde esta fecha en 1974 (hace 51 años), se inició la ruta de estos peculiares autobuses en León.

- Estados Unidos: 
  - Día de Christa McAuliffe.
En 2019, el gobernador Chris Sununu declaró el 28 de enero como el Día de Christa McAuliffe en New Hampshire. McAuliffe, ex maestra de Concord, fue elegida para ir al espacio junto a científicos de la NASA y falleció trágicamente a los pocos segundos de despegar en el Transbordador espacial Challenger. Este evento marcó el 33.° aniversario de este desastre. Según la proclamación oficial, el recuerdo de Christa McAuliffe «sigue vivo hasta este día y la gente de New Hampshire está orgullosa de reconocer su importante trabajo y legado».
(en inglés: Christa McAuliffe Day).
  - Día Nacional de la Margarita.
(en inglés: National Daisy Day).

- Venezuela: 
  - Día del Cine de Venezuela.[14]Día Nacional del Cine en honor a la primera proyección de películas venezolanas en el territorio.
  - Día de La Zulianidad.[15]En todo el Estado Zulia. Desde el año 2002 se conmemora esta fecha por la acción histórica de declarar la independencia de esta provincia frente al dominio español.

Compartidas
- Unión Europea: 
  - Día Europeo de la Protección de Datos.[16]
(en inglés: International Data Protection Day).

### Santoral católico

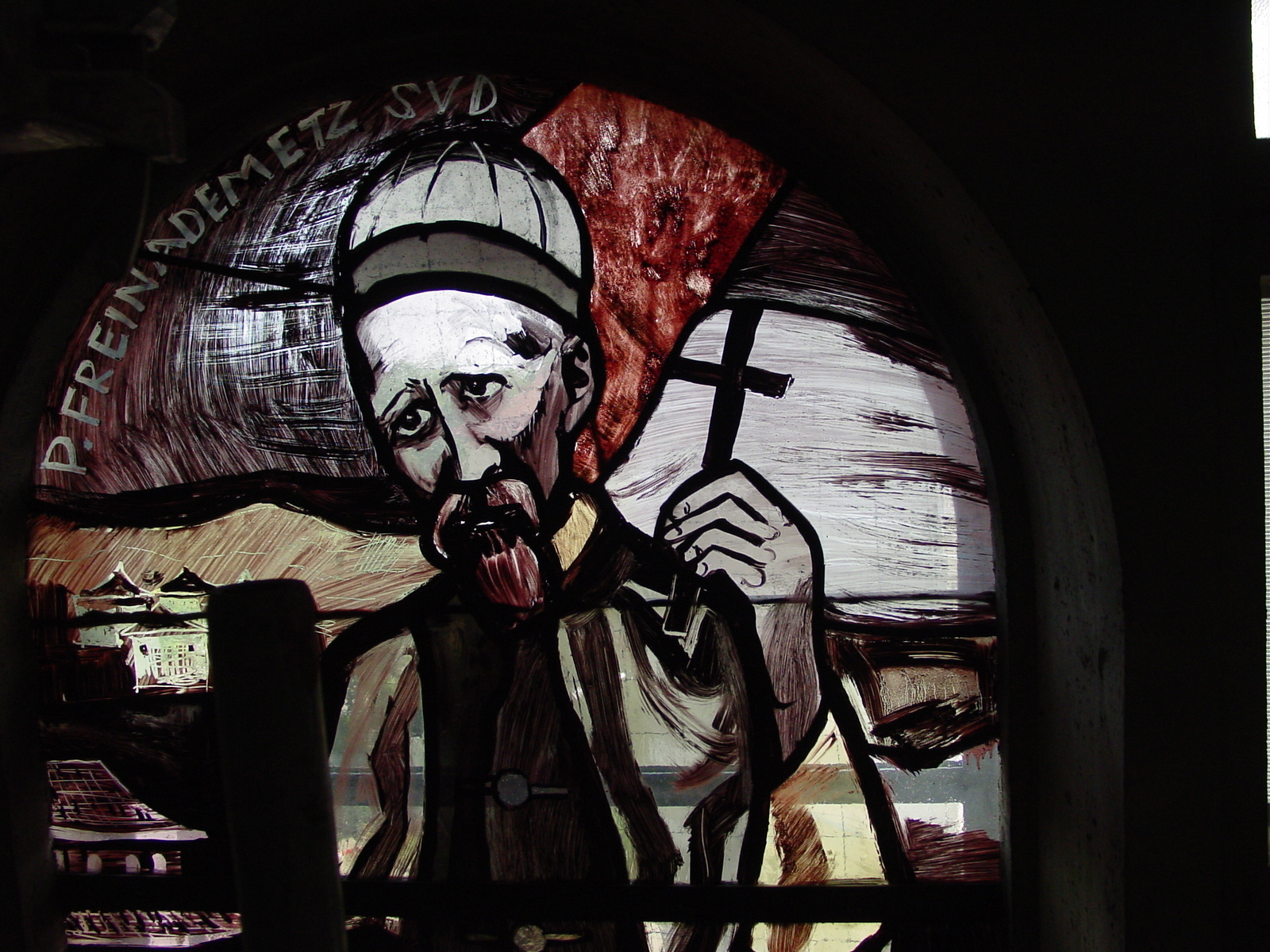
Vitral con la imagen del Santo José Freinademetz en la parroquia de Liesing (Viena).

- San Juan de Réome, presbítero (c. 554).[17]
- San Jacobo de Palestina, eremita (s. VI).[17]
- San Julián de Cuenca, obispo (c. 1207).[17]
- Beato Bartolomé Aiutamicristo, religioso de la Orden de los Camaldulenses (1224).[17]
- San Tomás de Aquino, presbítero de la Orden de Predicadores y doctor de la Iglesia (1274).[17]
- Beato Julián Maunoir, presbítero de la Compañía de Jesús (1683).[17]
- Santos Agatha Lin Zhao, Jerónimo Lu Tingmei y Lorenzo Wang Bing, mártires (1858).
- San José Freinademetz, presbítero de la Sociedad del Verbo Divino (1908).[17](imagen ilustrativa).
- Beata María Luisa Montesinos Orduña, virgen y mártir (1937).[17]
- Beata Olimpia Bidà (Olga), virgen y mártir, de la Congregación de las Hermanas de San José (1952).[17]

 Por países
(Por orden alfabético)
- Perú: 
  - Fiesta de la Capilla del Copón de Chupaca,[18]ciudad peruana capital del distrito y de la provincia homónimos en el departamento de Junín. Se halla en pleno valle del Mantaro en la zona central andina del país.[19]Conmemora la apertura de esta iglesia construida en 1550 sobre una huaca prehispánica. Fundada por Inés Muñoz de Alcántara, prima de Francisco Pizarro, la capilla destaca por su arquitectura rural y custodia el Santísimo Sacramento.